# The Narrow Road
Pour plus de détails, voir Fiche technique et Distribution.
The Narrow Road (littéralement La Route étroite) est un court métrage dramatique américain réalisé par D. W. Griffith en 1912 sur un scénario de George Hennessy. Une copie du film est conservée à la Bibliothèque du Congrès, aux États-Unis.

## Synopsis
Deux hommes sortent de prison après avoir purgé leur peine. L'un est décidé à suivre le droit chemin, tandis que le deuxième a d'autres projets.

## Fiche technique
- Réalisateur : D. W. Griffith
- Scénario : George Hennessy

## Distribution
- Elmer Booth : Jim Holcomb
- Mary Pickford : Mme Jim Holcomb
- Charles Hill Mailes : le faussaire
- Jack Pickford
- Christy Cabanne : un clochard
- Max Davidson : un clochard (non confirmé)
- Frank Evans : un gardien de prison
- Charles Gorman : un détective
- Grace Henderson
- Harry Hyde
- J. Jiquel Lanoe : un prisonnier / le président du jury
- Adolph Lestina : A Bartender
- Alfred Paget : un détective
- W.C. Robinson : un gardien de prison